# Route nationale 541
Pour les articles homonymes, voir Route nationale 541 (homonymie).
La route nationale 541 ou RN 541 était une route nationale française reliant Donzère à Venterol. À la suite de la réforme de 1972, elle a été déclassée en RD 541 dans la Drôme et en RD 941 dans le Vaucluse.

## Ancien tracé de Donzère à Venterol

### Drôme (26)
- Donzère (km 0) D 541
- Le Logis-de-Berre, commune des Granges-Gontardes (km 3)
- Les Granges-Gontardes (km 4)
- Valaurie (km 9)
- Grignan (km 17) D 541

### Vaucluse (84)
Enclave des Papes
- Grillon (km 21) D 941
- Valréas (km 26)

### Drôme
- Saint-Pantaléon-les-Vignes (km 31) D 541
- Font-de-Barral, commune de Saint-Pantaléon-les-Vignes (km 32) D 541
- Venterol (km 33) D 541